# Jinnō shōtōki
 (mai 2025).
Si vous disposez d'ouvrages ou d'articles de référence ou si vous connaissez des sites web de qualité traitant du thème abordé ici, merci de compléter l'article en donnant les références utiles à sa vérifiabilité et en les liant à la section « Notes et références ».
Le Jinnō shōtōki (神皇正統記) est une œuvre sur l'histoire du Japon, composée par Kitabatake Chikafusa (北畠親房, 1293-1354), un prêtre bouddhiste. L'écrivain poursuivit dans cette œuvre les principes shintoïstes. Le livre, cette Histoire de la succession légitime des divins empereurs ou Le Pays des dieux, était un traité politique et historique sur le shinto et la nécessité du Trésor impérial du Japon comme la condition de la succession légitime impériale, et il a servi de référence jusqu’à l’ère Meiji (1868-1912).
Le prologue expliquait :

« Le grand Japon est le pays des dieux. L'ancêtre, aux origines, en fonda le principe, et la déesse du Soleil daigna le transmettre à sa longue lignée. Notre pays, seul, est semblable chose. Il n'y a rien de pareil dans les pays étrangers. C'est pourquoi on l'appelle le Pays des dieux. »

L’ouvrage de Kitabake aura un retentissement important dans les années suivantes. Il justifie la position des penseurs nationalistes et donnera des éléments à l’idéologie impériale.